# Talísies
Les Talísies (en grec antic: Θαλύσια) eren unes festes que se celebraven a l'antiga Grècia en honor de Dionís o de Demèter. Del seu desenvolupament no se'n tenen detalls, i els pocs que es coneixen són contradictoris.
Se celebrava a la tardor de cada any, després de la collita, per a agrair als déus els beneficis que els havien concedit. Cal·límac de Cirene hi té un himne dedicat.